# جوديث بيري
جوديث بيري هي رسامة كندية، ولدت في 1961 في لندن في كندا.

## وصلات خارجية
- الموقع الرسمي